# Накала
Нака́ла (порт. Nacala, МФА: [nɐ.ˈka.ɫɐ]) — портове місто Мозамбіку, розташоване в провінції Нампула.

## Клімат
Місто знаходиться у зоні, котра характеризується кліматом тропічних саван. Найтепліший місяць — січень із середньою температурою 25.6 °C (78 °F). Найхолодніший місяць — липень, із середньою температурою 22.2 °С (72 °F).
| Клімат Накали           | Клімат Накали | Клімат Накали | Клімат Накали | Клімат Накали | Клімат Накали | Клімат Накали | Клімат Накали | Клімат Накали | Клімат Накали | Клімат Накали | Клімат Накали | Клімат Накали | Клімат Накали |
| Показник                | Січ.          | Лют.          | Бер.          | Квіт.         | Трав.         | Черв.         | Лип.          | Серп.         | Вер.          | Жовт.         | Лист.         | Груд.         | Рік           |
| Середній максимум, °C   | 31            | 31            | 31            | 31            | 31            | 30            | 29            | 30            | 30            | 31            | 31            | 31            | 31            |
| Середня температура, °C | 25            | 25            | 25            | 24            | 24            | 23            | 22            | 22            | 23            | 24            | 24            | 24            | 24            |
| Середній мінімум, °C    | 19            | 19            | 19            | 18            | 17            | 16            | 15            | 15            | 16            | 17            | 18            | 18            | 17            |
| Норма опадів, мм        | 190           | 190           | 160           | 50            | 10            | 0             | 0             | 0             | 0             | 0             | 30            | 120           | 800           |
| Днів з дощем            | 9             | 9             | 9             | 4             | 1             | 0             | 0             | 0             | 0             | 0             | 2             | 9             | 49            |
| Вологість повітря, %    | 75            | 77            | 77            | 76            | 75            | 74            | 74            | 70            | 69            | 69            | 68            | 71            | 73            |
| ----------------------- | ------------- | ------------- | ------------- | ------------- | ------------- | ------------- | ------------- | ------------- | ------------- | ------------- | ------------- | ------------- | ------------- |
| Джерело: Weatherbase    |               |               |               |               |               |               |               |               |               |               |               |               |               |

## Історія
Накала було маленьким поселенням і стало розвиватися при португальцях як глибоководний порт. В цей період часу місто стало промисловим і сільськогосподарським центром. Серед основних галузей промисловості міста було виробництво цементу, сизаля і кеш'ю. У місті є невеликий сучасний шпиталь.

## Транспорт
Через Накалу проходить залізнична лінія. У місті є порт та аеропорт.

## Демографія
Населення міста по роках:
| 1980  | 1997   | 2007   | 2010   |
| ----- | ------ | ------ | ------ |
| 80426 | 164309 | 207894 | 221371 |

## Релігія
- Центр Накальської діоцезії Католицької церкви.